# Conchylia ditissimaria
Conchylia ditissimaria är en fjärilsart som beskrevs av Achille Guenée 1858. Conchylia ditissimaria ingår i släktet Conchylia och familjen mätare. Inga underarter finns listade i Catalogue of Life.